# Casa Antoni Brugarolas
La casa Antoni Brugarolas és un edifici situat al carrer del Marquès de Barberà, 26 del Raval de Barcelona.

## Història

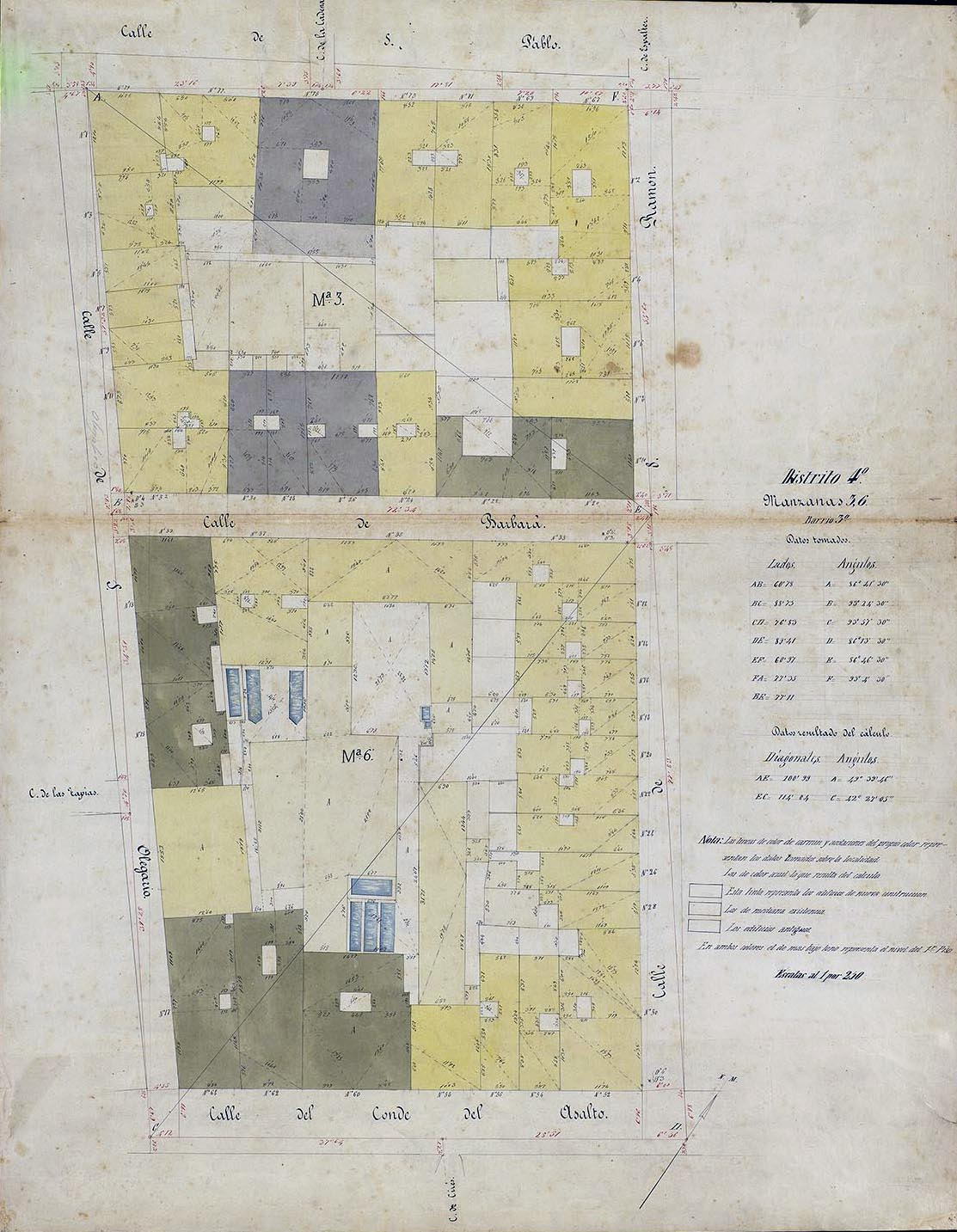
Quarteró núm. 90 de Garriga i Roca (c. 1860)

El 1793, el marquès de Barberà Josep Esteve Galceran de Pinós i Sureda de Santmartí va establir en emfiteusi al mestre de cases Jaume Calvet una part del seu hort al carrer que porta el seu nom, on es va instal·lar una fàbrica de vidres plans sota la raó social Ignasi March i Cia. El 1799, Calvet va establir en emfiteusi una parcel·la que contenia l'edifici de la fàbrica a l'arquitecte Joan Bosch, titular de la raó social Joan Bosch i Cia, successora de l'anterior, que el 1806 va vendre la propietat al comerciant Jaume Sala per 6.000 lliures.
El 1836, a conseqüència d'un litigi iniciat pels antics socis contra la seva vídua, la finca va sortir a subhasta pública i fou adquirida pel botiguer Antoni Brugarolas i Olivella, que el 1838 va encarregar a l'arquitecte Joan Vilà i Geliu la construcció d'un nou edifici. El 1858, i per a pagar diversos deutes, els seus fills Antoni, Paula i Francesc Brugarolas i Roca el van vendre al fabricant de teixits de cotó Marià Güell i Bigorra.
El 1863 hi havia la fàbrica de teixits de Santa i Galceran: «Barbará, 26, Fábrica de varios tejidos de lana, hilo, algodon. Pañolería de todas clases. Tartanes. Damascos de algodon. Driles, cutíes, biones. Espediciones á todos puntos. Sres. Santa y Galcerán». El 1919, el fabricant de sabates Ramon Corona, en representació de la raó social Corona Shoe Manufacturing, va demanar permís per a instal·lar un motor elèctric de 0'5 CV en un local dels baixos.